# Chamaedorea ibarrae
Chamaedorea ibarrae är en enhjärtbladig växtart som beskrevs av Donald R. Hodel. Chamaedorea ibarrae ingår i släktet Chamaedorea och familjen Arecaceae. Inga underarter finns listade i Catalogue of Life.